# 김갑수 (법조인)
김갑수(金甲洙, 일본식 이름: 金宮允, 1912년 3월 7일 ~ 1995년 1월 26일,  경기 안성)는 대한민국의 법조인이자 정치인이다. 호가 의헌인 김갑수는 법관의 자세로서 단 한건의 재판이라도 피고인에게 억울함이 없게 집행하는 사명감에 투철해야 한다고 밝혔다.

## 생애
김갑수는 1912년 3월 7일에 법률가 집안의 자손인 김종근의 2남 4녀 가운데 맏아들로 태어나 전주에서 변호사를 개업한 아버지를 따라 14세까지 전주에서 살며 제일보통학교 5학년때 전주고보 입학시험에 응시했으나 떨어지고 서울에 가서 제일고보에 합격했다. 이후 경성제대 예과, 본과 등을 거쳐 25세에 일본에 가서 신순언, 변옥주, 김달호 등 5~6명의 한국인과 함께 일본 고등문관시험 사법과에 합격하고 판사에 임용되어 1945년까지 7년이 넘는 기간 동안 민사/형사 사건의 단독이나 배석 판사로서 재직했으나 일본제국의 패망과 함께 북한 지역에 소련군에 진주하면서 법원이 해체되어 어쩔 수 없이 월남했다.
월남하여 경성대학교 법문학부에서 교수를 하다가 1년을 넘기지 못한 채 미군정청 사법부 조사국장이 되어  입법자료를 수집하는 등의 일을 했으며 대한민국 정부 수립과 함께 초대 법무부 장관 이인을 보좌하는 법무국장에서 6~7개월 일하다가 내무차관으로 승진하였으나 한국전쟁과 함께 수도가 대구로 옮기면서 새로운 내무부 장관인 조병옥 취임과 함께 차관직에서 물러났다.
전쟁 기간 동안 피난 살이를 하면서 9.28 서울 수복때 상경하여 서대문구 교남동에 처음으로 변호사 사무실을 열었지만 1.4후퇴로 다시 부산으로 내려가서 공주지방법원에서 함께 근무하였고 부친과도 변호사 사무실을 함께 개업한 인연이 있는 김병로 대법원장의 권유로 법전 편찬위원회 전문위원직을 맡다가 1953년 6월 대법관에 임명되었으나 4.19 혁명 직후 신문의 사설을 통해 "대법관들은 물러나라"는 여론이 계속되자 스스로 사퇴했다.
김갑수는 대법관으로 재임할 때 자신이 주심했던 사건으로 사형을 선고받은 조봉암 사건, 자유당 정권에 의해 폐간되었닥 4.19 직후에 복간된 경향신문 폐간 사건, 사법사상 최초로 국회의원 선거 무효판결을 있은 경상북도 영일 을구 사건 등 3대 사건을 "40여년간의 법조인 생활 중에서 영원히 잊을 수 없다"고 했다.

## 약력
- 1930년 3월 : 경성 제일고등보통학교 졸업
- 1935년 3월 : 경성제국대학 법문학부 졸업
- 1935년 10월 : 고등문관시험 사법과 합격
- 1937년 : 평양지방법원 판사
- 1941년 7월 : 평양복심법원 판사
- 1945년 11월 : 서울대학교 법문학부 교수
- 1946년 9월 : 미군정청 사법부 조사국장
- 1949년 10월 : 법무부 차관
- 1950년 2월 : 내무부 차관
- 1953년 6월 ~ 1960년 6월 : 대한민국의 대법원 대법관 (만 41세[3])
- 1953년 9월 : 동국대학교 법정대학 학장
- 1953년 9월 : 헌법위원회 위원
- 1960년 5월 ~ 1960년 6월 : 대법원장 직무대리
- 1960년 7월 ~ 1961년 5월 : 대한민국 제5대 국회 국회의원
- 1960년 : 변호사 개업
- 1966년 1월 : 동국대학교 명예 법학박사
- 1973년 : 헌법위원회 위원
- 1974년 : 학교법인 동국학원 이사장
- 1981년 1월 27일 : 신정당 총재[4]
- 1982년 ~ 1985년 : 신정사회당 의장

## 사후
- 2008년 : 민족문제연구소의 친일인명사전 수록예정자 명단 중 사법 부문 선정

## 역대 선거 결과
|  | 25.29% |

|  | 26.88% |

## 참고 자료
- 김갑수 - 대한민국헌정회
- 김갑수 -  한국행정연구원

| 전임 백한성 | 제3대 법무부 차관 1949년 6월 8일 ~ 1950년 3월 13일 | 후임 김윤근 |

| 전임 장경근 | 제4대 내무부 차관 1950년 3월 26일 ~ 1950년 9월 12일 | 후임 홍헌표 |